# Lijst van presentatoren van Op1
Dit is een lijst van presentatoren van Op1. In principe werd het programma gepresenteerd door een man en een vrouw van dezelfde omroep. Bij vervanging of bij speciale afleveringen kon dit afwijken.

## Tijdlijn
Onderstaande tijdlijn geeft een overzicht van reguliere presentatoren en omroepen. Invallers en presentatoren van speciale afleveringen zijn hierin niet meegenomen.

## Lijst

### Presentatoren
| Presentator             | Omroep   | Refs  |
| ----------------------- | -------- | ----- |
| Kefah Allush            | EO       |       |
| Tijs van den Brink      | EO       | [ 1 ] |
| Erik Dijkstra           | BNNVARA  | [ 1 ] |
| Fidan Ekiz              | BNNVARA  |       |
| Fidan Ekiz              | WNL      |       |
| Margje Fikse            | EO       | [ 2 ] |
| Natasja Gibbs           | BNNVARA  |       |
| Charles Groenhuijsen    | MAX      | [ 1 ] |
| Sophie Hilbrand         | BNNVARA  | [ 1 ] |
| Astrid Joosten          | BNNVARA  |       |
| Jort Kelder             | WNL      |       |
| Sven Kockelmann         | KRO-NCRV |       |
| Sven Kockelmann         | WNL      |       |
| Amber Kortzorg          | BNNVARA  |       |
| Paul de Leeuw           | BNNVARA  |       |
| Hugo Logtenberg         | BNNVARA  | [ 1 ] |
| Nadia Moussaid          | VPRO     |       |
| Nadia Moussaid          | BNNVARA  |       |
| Talitha Muusse          | KRO-NCRV |       |
| Carrie ten Napel        | MAX      | [ 1 ] |
| Giovanca Ostiana        | EO       | [ 1 ] |
| Jeroen Pauw             | BNNVARA  |       |
| Sander Schimmelpenninck | WNL      | [ 1 ] |
| Welmoed Sijtsma         | WNL      | [ 1 ] |
| Maaike Timmerman        | WNL      |       |
| Willemijn Veenhoven     | BNNVARA  | [ 1 ] |
| Pieter van der Wielen   | VPRO     | [ 2 ] |

#### Presentatoren die alleen hebben gediend als vervanger
| Presentator          | Omroep   |
| -------------------- | -------- |
| Elles de Bruin       | MAX      |
| Thomas van Groningen | MAX, WNL |
| Tim Hofman           | BNNVARA  |
| Patrick Lodiers      | BNNVARA  |

### Duo's
| Duo                                       | Omroep   | dag       | periode                                                    | Opmerking                                                                          |
| ----------------------------------------- | -------- | --------- | ---------------------------------------------------------- | ---------------------------------------------------------------------------------- |
| Erik Dijkstra & Willemijn Veenhoven       | BNNVARA  | maandag   | 6 januari - 2 november 2020                                | wisselde van 6 juli tot 31 augustus 2020 af met Hilbrand en Logteberg              |
| Giovanca Ostiana & Tijs van den Brink     | EO       | dinsdag   | 6 januari 2020 - 4 april 2023                              | Tijdens de zomer van 2020 en 2021 werd het duo vervangen door Fikse en Allush      |
| Charles Groenhuijsen & Carrie ten Napel   | MAX      | woensdag  | 6 januari 2020 - heden                                     |                                                                                    |
| Sander Schimmelpenninck & Welmoed Sijtsma | WNL      | donderdag | 6 januari 2020 - 31 augustus 2020                          |                                                                                    |
| Sophie Hilbrand & Hugo Logtenberg         | BNNVARA  | vrijdag   | 6 januari 2020 - 6 juli 2020 31 augustus - 3 november 2020 |                                                                                    |
| Sophie Hilbrand & Hugo Logtenberg         | BNNVARA  | maandag   | 6 juli 2020 - 31 augustus 2020                             | wisselde af met Dijkstra en Veenhoven                                              |
| Sophie Hilbrand & Hugo Logtenberg         | BNNVARA  | maandag   | 3 november 2020 - 12 juli 2021                             |                                                                                    |
| Jeroen Pauw & Fidan Ekiz                  | BNNVARA  | zondag    | 22 maart - 6 juli 2020                                     | Eenmalig (22 maart 2020) in de zendtijd van Omroep Max                             |
| Margje Fikse & Kefah Allush               | EO       | dinsdag   | 6 juli - 31 augustus 2020 26 juli - 27 augustus 2021       | invallers tijdens de zomer                                                         |
| Nadia Moussaid & Pieter van der Wielen    | VPRO     | vrijdag   | 6 juli - 31 augustus 2020                                  | duo tijdens de zomer                                                               |
| Jort Kelder & Welmoed Sijtsma             | WNL      | donderdag | 31 augustus 2020 - 20 december 2021                        | van 30 augustus tot 23 september 2021 werd Sijtsma vervangen door Maaike Timmerman |
| Jort Kelder & Welmoed Sijtsma             | WNL      | vrijdag   | 20 december 2021 - 11 november 2022                        |                                                                                    |
| Jort Kelder & Welmoed Sijtsma             | WNL      | Maandag   | 11 november 2022 - heden                                   |                                                                                    |
| Paul de Leeuw & Astrid Joosten            | BNNVARA  | vrijdag   | 5 november - 7 juni 2021                                   |                                                                                    |
| Sven Kockelmann & Talitha Muusse          | KRO-NCRV | zondag    | 11 januari - 5 april 2021                                  |                                                                                    |
| Erik Dijkstra & Natasja Gibbs             | BNNVARA  | maandag   | 12 juli - 16 augustus 2021                                 | duo tijdens de zomer                                                               |
| Hugo Logtenberg & Nadia Moussaid          | BNNVARA  | maandag   | 16 augustus 2021 - 8 juli 2022                             |                                                                                    |
| Sven Kockelmann & Fidan Ekiz              | WNL      | vrijdag   | 13 december 2021 - 20 december                             |                                                                                    |
| Sven Kockelmann & Fidan Ekiz              | WNL      | donderdag | 20 december 2021 - 13 juni 2024                            |                                                                                    |
| Natasja Gibbs & Nadia Moussaid            | BNNVARA  | maandag   | 22 augustus 2022 - 11 november 2022                        |                                                                                    |
| Natasja Gibbs & Nadia Moussaid            | BNNVARA  | vrijdag   | 11 november 2022 - 31 maart 2023                           |                                                                                    |
| Natasja Gibbs & Amber Kortzorg            | BNNVARA  | vrijdag   | 7 april 2023 - heden                                       |                                                                                    |
| Margje Fikse & Tijs van den Brink         | EO       | dinsdag   | 11 april 2023 - 13 juni 2024                               |                                                                                    |